# Zapfenguan
Der Zapfenguan (Oreophasis derbianus), auch Hornguan oder Bergguan genannt, ist ein großer Hühnervogel aus der Familie der Hokkohühner. Er wird in die monotypische Gattung Oreophasis klassifiziert und kommt in Mexiko und Guatemala vor. Benannt ist die Art nach Edward Smith Stanley, 13. Earl of Derby, der diese Vögel als Erster in seiner Menagerie in Knowsley Hall hielt.

## Merkmale

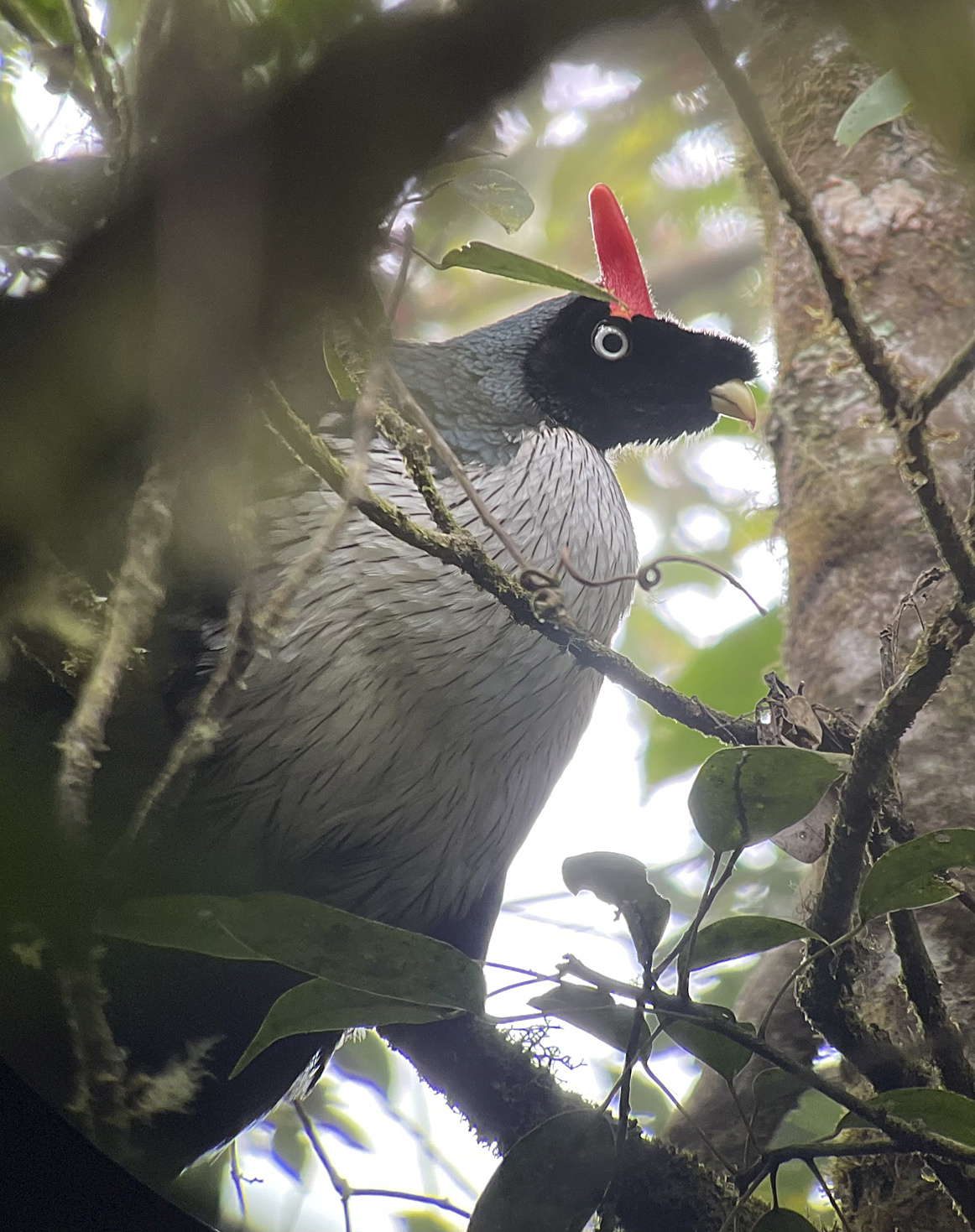
Zapfenguan

Der Zapfenguan erreicht eine Größe von etwa 85 cm. Die Oberseite ist glänzend schwarz. Die Beine sind rot, die Iris weiß und der Schnabel gelb. Charakteristisch ist das rote Horn auf dem Oberkopf. Die Brust und der Oberbauch sind weiß und seine langen Schwanzfedern sind schwarz mit einem weißen Band nahe der Basis. Beide Geschlechter sehen gleich aus. Die Jungvögel sind blasser mit einem kleineren Horn. Schwanz und Flügel sind bei ihnen braun.

## Verbreitung, Lebensraum und Lebensweise

Verbreitungsgebiet des Zapfenguans (grün)

Der Zapfenguan ist in den feuchten Bergwäldern des mexikanischen Bundesstaates Chiapas und in Guatemala in Mittelamerika verbreitet. Er kommt in Höhenlagen bis 3350 m vor. Seine Nahrung besteht hauptsächlich aus Früchten, Blättern und Wirbellosen. Das Weibchen legt gewöhnlich bis zu zwei Eier.

## Systematik
Der Zapfenguan gehört nicht zu den echten Guans, sondern weist lediglich eine Ähnlichkeit in Gestalt und Farbe mit diesen Vögeln auf. Das Horn hingegen erinnert an die Helmhokkos. Tatsächlich ist die Art die einzige Überlebende einer urtümlichen Abstammungslinie von Hokkohühnern, die sich unabhängig von allen anderen lebenden Vertretern dieser Familie in den letzten 20 Millionen Jahren, vielleicht sogar 40 Millionen Jahren entwickelt haben.
In Anbetracht dessen, dass die grundlegenden Verwandtschaftsbeziehungen zwischen den Hokkohühnern noch nicht gut erforscht sind, wird der Zapfenguan häufig in die eigene Unterfamilie Oreophasinae platziert.

## Gefährdung und Schutz
Aufgrund der fortschreitenden Lebensraumzerstörung, einer kleinen Population, einem begrenzten Verbreitungsgebiet und Nachstellung in einigen Regionen wird der Zapfenguan von der IUCN als „stark gefährdet“ klassifiziert. Im CITES-Abkommen wird er in Anhang I gelistet.